# Giovanni Battista della Cerva
 (juillet 2025).

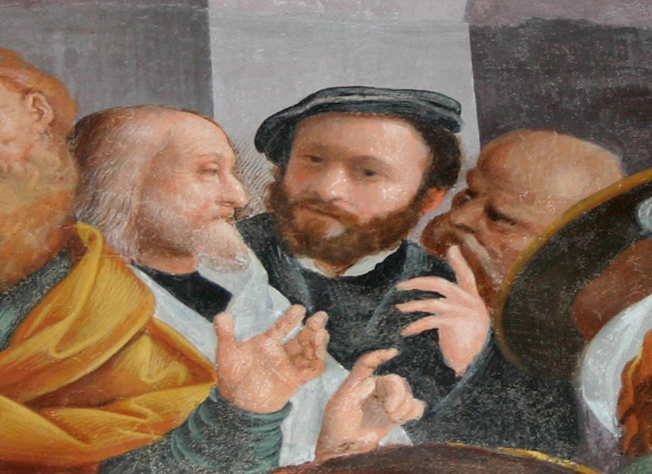
Autoportrait (à droite) avec Gaudenzio Ferrari et Bernardino Lanino

Giovanni Battista della Cerva (Novare, 1515 - Milan, 27 avril 1580)  est  un peintre italien de la haute Renaissance, actif au XVIe siècle.

## Biographie
Giovanni Battista de Cerva a été un des élèves de Gaudenzio Ferrari, et son principal assistant et collaborateur.
Dans les œuvres de son maître, il réalisa quelques figures de second plan (retable de Cannobio et La Dernière Cène, Santa Maria della Passione, Milan).
Les œuvres entièrement peintes de sa main sont les suivantes : un polyptyque pour Santa Maria di Piazza à Busto Arsizio, deux retables dans la basilique San Nazaro in Brolio, et la décoration à fresques (avec Bernardino Lanino) de la chapelle Sainte-Catherine (adjacente à la même église).
Giovanni Battista de Cerva fut le maître de Giovanni Paolo Lomazzo.

## Œuvres
- Madone et  saint Jean enfant,
- Sainte Catherine d'Alexandrie,
- Fresques de l'oratoire Sainte-Catherine (1548 - 1549), en collaboration avec Bernardino Lanino, Basilique de San Nazaro, Milan.
- Apparition de Jésus-Christ

## Sources
- (it) Cet article est partiellement ou en totalité issu de l’article de Wikipédia en italien intitulé « Giovan Battista della Cerva » (voir la liste des auteurs).